# Svenska Scrabbleförbundet
Svenska Scrabbleförbundet (SSF) är en ideell förening som anordnar tävlingar och träningar i brädspelet scrabble, tidigare kallat Alfapet (det äldre namnet används numera för ett helt annat spel, Alfapet, som ibland kallas "nya Alfapet"). Föreningen grundades 1997 och ingår i Sverok. 
SSF har anordnat svenskt mästerskap i Scrabble varje år sedan 1999 med undantag för 2020 då tävlingen ställdes in till följd av den globala Covid-19-pandemin.